# Anomioptera picta
Anomioptera picta är en tvåvingeart som beskrevs av Ignaz Rudolph Schiner 1868. Anomioptera picta ingår i släktet Anomioptera och familjen hoppflugor. Inga underarter finns listade i Catalogue of Life.